# Гельмязів
Гельмя́зів — село в Україні, у Золотоніському районі Черкаської області, центр Гельмязівської сільської громади. Розташоване на річці Супій, за 30 км на північний захід від міста Золотоноші, за 12 км від залізничної станції Гладківщина та за 3 км від автошляху Н08.

## Історія
Окремі історики, посилаючись на Іпатіївський і Лаврентіївський літописи, вважають, що село існувало уже в першій половині XII століття, на думку інших, Гельмязів згадується в XIV столітті під назвою Ємесова або Чемосова. На території села археологами виявлено поховання часів Київської Русі. По Супою проходив кордон Великого князівства Литовського, після того як князь Ольгерд у 1362 році захопив Переяславщину.

### 15-17 століття
Перша письмова згадка про селище Гельмязів припадає на кінець XVI ст. Книга Большого Чертежа згадується «А по реке по Супою вверх 2 мили город Пещаная. А выше Пещаного 4 версты город Елмасов». В 1627 р. у Москві була складена книга, яка містила докладні описи двох карт Московського царства (самі карти не збереглися). Ця книга друкувалась багато разів, вперше М. Новіковим в 1773 р. під назвою «Древняя российская гидрография, содержащая описание Московского государства, рек, озер, кладязей и какие по них городы и урочища, и на каком они расстоянии». Широкому загалу вона відома, як Книга Великого Креслення (кінець XVI ст.).
Наступна згадка про селище згадується в люстрації Київського воєводства за 1616 рік як осаджене «три роки тому» (1613) і представлене «старовинним городом» з 40 «послушними» та 100 «непослушними» дворами. За переказами старожилів, перше поселення було в тій частині села, що називається Кут. «Послушні» податків не платили, але виконували військову службу, яку кожен із них на коні зі зброєю повинен був нести при своєму старості. Ця ж люстрація свідчить, що лише 30 % жителів краю відбували повинності. З метою залюднення осади з 1613 року Гельмязів був на 20 років звільнений від податків.

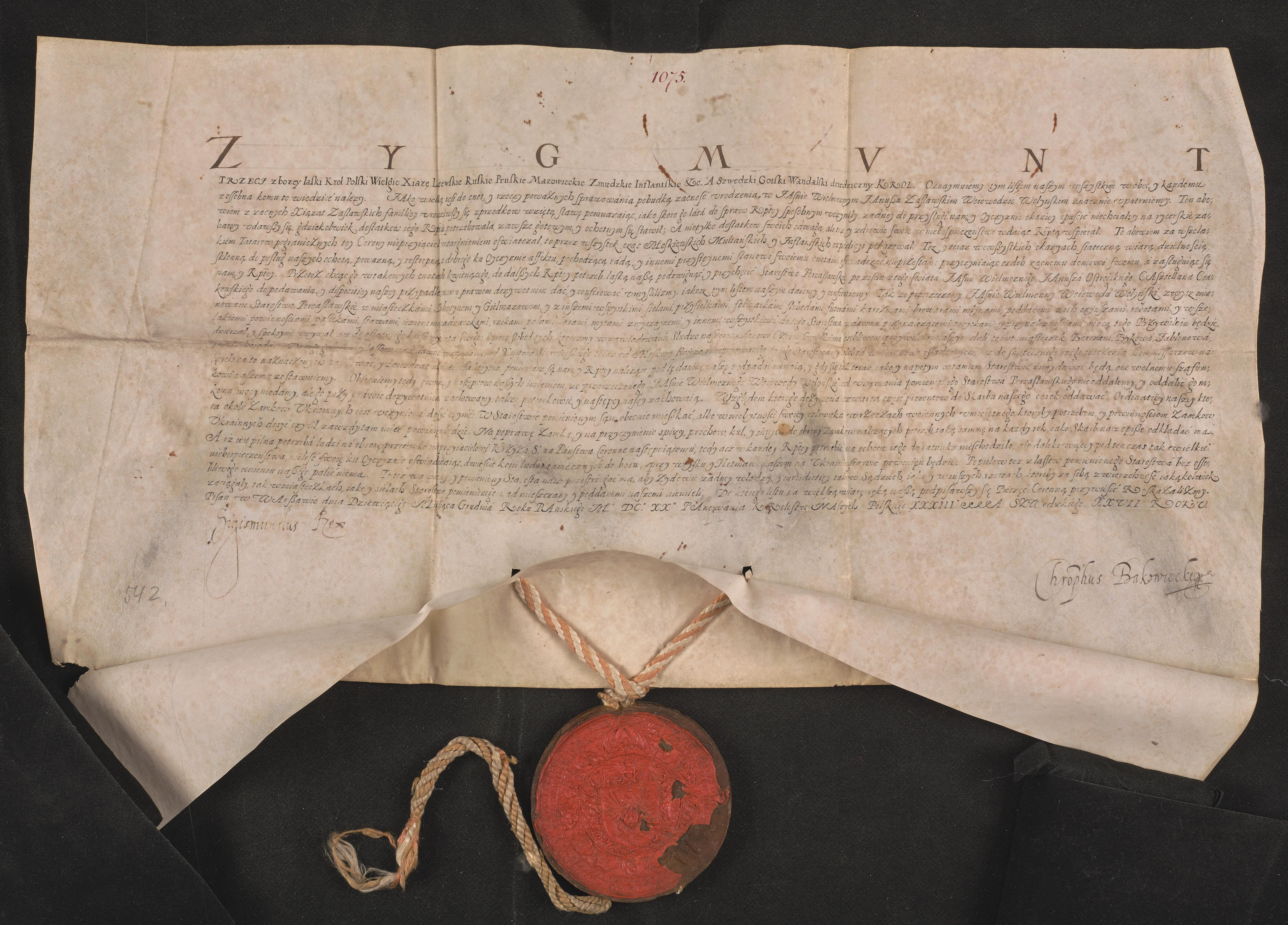
Грамота короля Сигізмунда III Вази про надання Янушу Заславському в довічне володіння Переяславського староства, 9 грудня 1620 р.

Згадується селище і в «Привілеї польського короля Сигізмунда III про віддачу Волинському воєводі Янушу Заславському в пожиттєве володіння Переяславського староства з містечками Яготином та Гельмязовом», виданому в 1620 році.
У московській «Книге Большому Чертежу», складеній у 1627 році, подаються дві назви села: «Елмазов» та «Алмазов». На іноземних картах тих часів укріплення позначено як Elmiazov. Краєзнавець М. Ф. Пономаренко вважає, що сучасна назва села утворилася шляхом поступового пристосування тюркського слова «елемаз», що в перекладі означає алмаз, до української вимови.
В кінці XVI ст. відбулись земляні роботи по відновленню Гельмязівської фортеці та замку. Фортифікаційна ситуація в с. Гельмязів добре відображена на карті Г. де Боплана, 1648 р. та на карті Річчі Заноні, 1767 р. де фортеця ще позначена. Залишки земляних укріплень в 2015 р. були обстежені працівниками Археологічної експедиції НІЕЗ «Переяслав».
Гельмязівська сотня в складі Переяславського полку утворилася в 1625 році внаслідок успішного козацького повстання на чолі з Марком Жмайлом, яке примусило польський уряд збільшити козацький реєстр удвічі.
Гельмязівці на чолі з сотниками Яцьком Ілляшевичем та Семеном Якубенком брали участь у Визвольній війні українського народу під проводом Богдана Хмельницького.
А після територіальної реформи, здійсненої ним у 1648 році, Гельмязів став сотенним містечком. До Гельмязівської сотні також входили: Безпальче, Богдани, Горбані, Жорнокльови, Коврай, Каленики, Нехайки, Підставки, Плешкані та Чопилки. Через Гельмязів у січні 1654 року переїздив Богдан Хмельницький, прямуючи на Переяславську раду.

У 1656 році антіохійський патріарх Макарій III зі своїм сином архідияконом Павлом Алеппським, повертаючись з Москви і проїжджаючи через Гельмязів, записали в щоденнику, що це містечко
|  | з цитаделлю, укріпленнями та церквою на честь Успіння Владичиці. |

У 1659 році козацькі частини під командуванням наказного гетьмана Івана Безпалого та полковника Івана Богуна розбили біля Гельмязова військо гетьмана Івана Виговського, підсилене поляками й татарами. Гельмязів став одним з осередків антиросійського повстання Переяславського полку в 1666 року, після придушення якого містечко на декілька років залишилося сплюндрованим.

### 18 століття

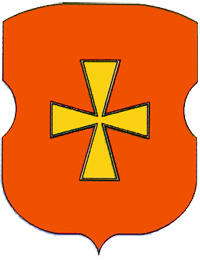
Герб села 1755 року

У 1709 році гельмязівські козаки на чолі з сотником Федором Азою брали участь
у Полтавській битві на боці Петра І. Вбитих гельмязівців було привезено додому й похоронено біля Успенської церкви, метричні книги якої за 1738-й і пізніші роки фіксують населення містечка як виключно козаче, лише під кінець XVIII століття тут з'являються міщани та селяни.
У середині XVIII століття Гельмязівське сотенне правління мало власну символіку: печатку з зображенням кавалерського хреста (відомий відбиток такої печатки, датований 1755 р., з фондів Центрального державного історичного архіву України).
За описом Київського намісництва 80-х років XVIII століття, у Гельмязові було 674 двори з населенням 18 000(?) осіб. Левовою часткою родючих чорноземів володіли таємний радник, сенатор Микола Неплюєв, колезькі радники Степан Томара та Іван Фрідрікевич, колезький асесор Йосип Тоцький, гвардії поручик Ілля Безбородько та решта козацької старшини.
З огляду на зручне географічне розташування на перетині водного шляху та сухопутного тракту Переяслав — Кременчук Гельмязів у 1797 році став волосним центром Золотоніського повіту Малоросійської губернії.
В Гельмязіві було 3 церкві: Успенська, Миколаївська та Троїцька.

### 19 століття
У війні 1812 року брали участь і гельмязівці з сотником Трохимом Ілляшенком, майбутнім генералом від артилерії.
У першій половині XIX століття містечко розвивається як торговий центр. Через нього везли зерно на Прохорівську пристань. Тут відбувалися чотири щорічні ярмарки, що тривали по кілька тижнів, і щотижневі базари. Основна маса населення займалася хліборобством.
З ремесел найпоширенішими були кравецтво, шевство, бондарство, теслярство, чинбарство, ткання полотна.

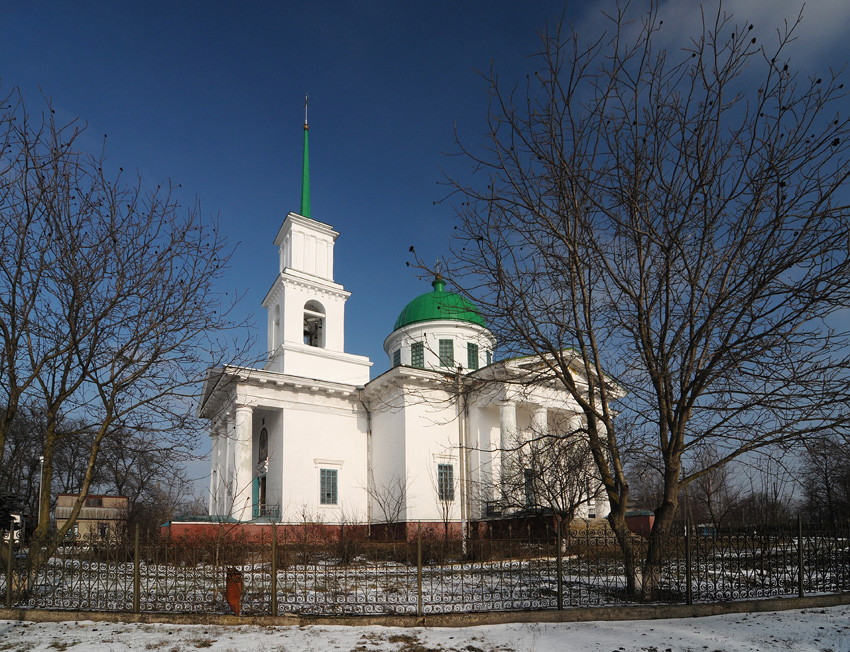
Свято-Троїцький храм

У 1840 році побудовано Свято-Троїцький храм коштом Успенської церкви зі значним внеском багатого козака Федора Савенка, ктитора цієї ж церкви, «Багатство якому, — як писав Михайло Максимович, — наносили працьовиті бджоли».
У 1846 році в Гельмязові відкрилося парафіяльне училище. Через два роки Міністерство державного майна побудувало в селі приміщення двокласного училища, яке пізніше перейшло у відання повітового земства і стало називатися земським училищем. Згодом його учитель Лукіан Левицький «за відмінно поставлене навчання» був нагороджений Золотоніським земством грошовою премією в 50 рублів. У наступні роки побудовано ще декілька початкових шкіл.
Не поліпшилося економічне становище селянства і після реформи 1861 року. Лише 205 десятин землі одержали гельмязівці на 122 двори (742 особи).
З твору місцевого краєзнавця священика Миколи Богацького відомо, що в 1868 році Гельмязів повністю згорів. У цій пожежі згоріли Миколаївська церква та п'ятиглава Успенська церква, побудована в 1760 році на місці розібраної давньої, та дзвіниця при ній, побудована в 1799 році. Але вже через два роки зведено нову дерев'яну Успенську церкву.
На 1885 рік містечко налічувало 891 господарство, 4269 жителів, з яких 2969 були
козаки, 708 — міщани, решта — селяни, 40 господарств зовсім не мали землі, 312 — від 1 до 6 десятин, у 333 була лише садиба. Зате 29 господарств володіли 20-50, а 7 — понад
50 десятинами. Про скрутне становище селян свідчать і такі дані: 321 господарство не мало чим обробляти свою землю і здавало її в оренду (найчастіше з половини). Як і по всій Україні, з розвитком капіталізму в Гельмязові набула поширення така форма спільної праці, як супряга. Її тут застосовували 192 господарства. Левади, прибережні луки опинилися в руках орендарів. Місцева буржуазія втягувала селянські господарства в товарне виробництво. Містечко стає найбільшим у повіті центром плантаційного вирощування тютюну. Працювали два вальцьові млини з паровими двигунами, 34 вітряки, 7 олійниць, 6 кузень, медоварний завод, що потребували робочих рук.
В 1895 році в приватній хаті відкрилася сільська бібліотека, у фонді якої через 5 років було 640 книг.

### 20 століття
До кінця XIX століття соціальне розшарування в Гельмязові ще більше поглибилося. На
1900 рік тут уже 144 безземельні господарства, значно зросла кількість малоземельних.
24 власники приватних крамниць тримали в своїх руках усю торгівлю хлібом, рибою, сіллю, а також продуктами сільського господарства, фабричними товарами. Загострення взаємин між багатіями і біднотою вилилося
в події революції 1905—1907 років. У жнива 1906 року найсвідоміші селяни закликали вимагати підвищення плати за працю на панських ланах, багато хто кинув роботу. Зерно перестигало. Полтавський губернатор направив у Гельмязів козачу сотню, з прибуттям якої на базарному майдані сталася сутичка. Козаки орудували нагайками та шаблями. Селянин С. Фортуна був поранений, а чотирьох односельців за підбурювання вислано за межі губернії.
Про Гельмязів 1909 року писала повітова газета «Слово»: 
|  | Дуже велике і убоге наше село. Тут живе кілька дуків — козаків, а то кілька тисяч такої голоти, що хоч на показ бери |

. Про це свідчить третій подвірний господарський земський перепис Полтавської губернії за 1910 рік: 1073 господарства (5579 осіб) володіли 4143 десятинами землі, а 19 великих землевласників 227 десятинами, понад 23 % селян мали угіддя менше 3 десятин, 38 % дворів не мали худоби, здавали землю в оренду.
1911 року Гельмязів одержав поштово-телеграфний зв'язок. Проектувалося прокладення залізниці із Золотоноші через Гельмязів — Переяслав на Київ, але місцеві землевласники виступили проти цього проекту і навіть надіслали до Петербурга свій протест.
У 1913 році тут діяли два миловарні заводи, збільшилася кількість ремісників, кустарів, кількість сільських поденщиків зросла до 735 осіб, які взимку перебивалися випадковою роботою, а влітку працювали за десятий сніп. На початку XX століття в Гельмязові збудовано земську лікарню на 16 ліжок. Лікар і фельдшер, які тут працювали, обслуговували 18 населених пунктів. У 1900 році 130 хлопчиків і дівчаток навчалися в одній земській та двох школах грамоти, однак закінчили навчання лише 10-20 дітей. Важливою подією для містечка, у якому тільки 27 % мешканців були грамотними, стало відкриття в 1912 році новозбудованого приміщення Вищого початкового училища імені І. М. Гоптаренка, у якому юнаки з двокласною освітою отримали можливість навчатися ще чотири роки.
Перша світова війна принесла нові страждання. На фронт було забрано багато гельмязівців. Посівні площі значно зменшилися. Збільшилися податки, додаткові повинності. Дізнавшись про Лютневу революцію 1917 року, гельмязівці створили земельний комітет і почали ділити поміщицьку землю. Налякані багатії благали порятунку в губернського начальства. 
|  | Селяни Гельмязова за розпорядженням комітету орють землю Марії Жданович |

 — телеграфував 19 липня управитель поміщиці в Полтаву.

#### Перші роки радянської окупації
У січні 1918 року розпочався перший період радянської окупації..
17 березня 1918 року село звільнили німецькі війська, союзні УНР.
У січні 1919 року в Гельмязові відновилася радянська окупація. У травні виникли три бідняцькі артілі. В одну з них об'єдналися 24 працездатні бідняки, у другу — 30.
У серпні 1919 року територія села була під владою Добровольчої армії генерала Денікіна. Денікінці, лякаючи військово-польовим судом, вимагали від населення здати вогнепальну зброю, навіть мисливські рушниці, а також повернути реманент, майно та худобу, вкрадені в колишніх власників. Та гельмязівці не виконували розпорядження. «В селі і в околицях немає порядку», — скаржився гельмязівський пристав повітовому начальству. 25 грудня 1919 року влада в селі знов повернулась до «червоних».
У грудні 1922 року в чужій, панській, садибі недалеко від села машиністом бронепоїзда Т. С. Шульгою та С. І. Кирдодою створено комуну «Іскра» з 47-ми бідняків, що стала школою колективного господарювання для навколишніх сіл. Агроном П. М. Околович налагодив в вирощування сортового насіння (пшениці Українка, вівса Перемога, кукурудзи Мінезота, 23), що його комунари постачали державним станціям. Тут виводили породистих коней, свиней, корів. За прикладом комунарів гельмязівці створили ще декілька сільгоспартілей, зокрема у травні 1924 року у селі організувалась комуна «Зірка». У 1928 році про «Іскру» було відзнято документальний фільм, а через рік видано дві книги. Комуна приймала численні делегації та екскурсії. У 1935 році на її базі створено державну племінну станцію великої рогатої худоби.
У квітні 1923 року. Гельмязів став районним центром. У 1931 році в селі почала працювати відома на всю Україну своїми рекордними показниками Гельмязівська МТС. У 1937 році її директор І. П. Авраменко став депутатом Верховної Ради СРСР. Роки суцільної колективізації звели нанівець досягнення періоду НЕПу, а в результаті геноциду 1933-го року від голоду померло понад 700 гельмязівців. У пам'ять про них у 1993 році на сільському цвинтарі встановлено пам'ятний знак.

#### Нацистсько-більшовицька війна
У перші місяці нацистсько-радянської війни в районі діяв Гельмязівський партизанський загін, яким командував Ф. Д. Горєлов. Понад 1500 гельмязівців стали фронтовиками і 523 з них загинули, їх імена увічнено на пам'ятнику в центрі села.
За період окупації Гельмязова з 23 вересня 1941 року до 23 вересня 1943 року нацисти розстріляли, замучили в гестапо 83 людей. Серед них інструктор райкому партії М. Ю. Кравченко, бригадир колгоспу «Іскра» П. О. Швець-Ярема, голова райспоживспілки О. Т. Дороган, головний лікар райлікарні Ю. Е. Дубиніна, яка постачала партизанам медикаменти, один з організаторів колгоспів З. І. Маланчук, секретар райкому комсомолу П. К. Кислий. 270 юнаків і дівчат було вивезено на каторгу до Німеччини. Гітлерівці пограбували МТС, племінну станцію, зруйнували пам'ятники В. І. Леніну і Т. Г. Шевченку, спалили обладнання обох середніх шкіл. Приміщення школи № 1 вони перетворили на концтабір, школи № 2 — на стайню. Навчання в школах припинилося. Всі жителі села, як і при комуністах, виганялися на польові роботи. В лютому 1943 року в районі організувалися підпільні групи, місцеві жителі збирали розвідувальні дані для командування частин Червоної армії, що вже вступила в Україну, не допускали вивезення худоби до Німеччини, ховали човни від нацистів, щоб червоноармійці змогли переправитися через Дніпро. 23 вересня 1943 року частини 23 стрілецької дивізії, якою командував генерал-майор О. Г. Корольов відвоювали Гельмязів. Меморіальна дошка на пам'ятнику загиблим воїнам-червоноармійцям нагадує, що саме тут поховано Героїв Радянського Союзу генерал-майора О. Г. Корольова та майора К. К. Єрмішина, які загинули при форсуванні Дніпра.

#### Післявоєнні роки
Відразу ж після закінчення бойових дій гельмязівці взялися за відбудову, щоб якнайшвидше підняти зруйноване господарство. На початку 50-х років усі сільськогосподарські артілі Гельмязова були об'єднані в один колгосп, а пізніше — в радгосп «Росія», яким майже 30 років керував заслужений працівник сільського господарства Чуйко Йосип Григорович. За постійне зростання продуктивності праці підприємство неодноразово нагороджувалося найвищими відзнаками республіки. Близько 30 працівників радгоспу стали орденоносцями.
У 1963 році у зв'язку з територіальною реформою Гельмязівський район був ліквідований, а саме село перейшло спочатку до Драбівського, а згодом — до Золотоніського району.
Протягом останніх десятиліть XX століття село інтенсивно розвивалося. Основною галуззю економіки залишалося сільське господарство. Гельмязівці досягали значних результатів у вирощуванні врожаїв.
З невеличкої артілі з видобування торфу було створено торфопідприємство, обладнане потужною технікою. У 1955 року в селі розпочав роботу хлібобулочний завод. Гельмязівська міжколгоспна будівельна організація проводила будівельні роботи на території Золотоніського та Канівського районів.
Після під'єднання села до державної електромережі в 1962 році до послуг населення стали: побутові майстерні, телевізійне та фотоательє, перукарні, поліклініка (тривалий час її очолював заслужений лікар УРСР М. Я. Слюсаревський), Будинок культури.
У 1970 році в селі працювала художниця, монументалістка, а ще — дисидентка і шістдесятниця Алла Горська . З групою художників вона створила на фронтоні ресторану "Супій" останню в своєму житті роботу - мозаїку "Птах" . Також були оздоблені розписами "Козак Мамай та "Супій" стіни залів закладу. Після вбивства художниці за наказом знову приназначенного директора комбінату громадського харчування, стіни в приміщенні пофарбували у білий колір. Так під фарбою зник козак Мамай, троїсті музики і річка Супій, по якій пливли намальовані рибки і качки.
До 30-річчя Перемоги в 1975 році в селі встановлений пам'ятник землякам, що загинули у війні (скульптор А. Кравченко, архітектор Ю. Сомиков). Він за художніми якостями вигідно вирізняється серед подібних монументів, поширених в Україні.

## Сучасність
Третє тисячоліття Гельмязів зустрів уже реформованим: селяни визначили свою економічну долю. Більша кількість земельних паїв залишилася базовому господарству ВАТ «Русь», яке за земельними площами (понад 4,6 тисяч га) залишається одним з найбільших на Золотоніщині. Основний прибуток ВАТ «Русь» отримує від рослинництва і тваринництва.
На території села знаходиться дільнична лікарня, дошкільний навчальний заклад «Барвінок», музична школа, хлібокомбінат, ТОВ «Млин», ВАТ «Гельмязівська РТП», КП «Будівельник», КП «Добробут», психоневрологічний інтернат, госпрозрахунковий відокремлений підрозділ Золотоніського райСТ, відділення зв'язку, бібліотека, аптека.
В селі є пам'ятник Т. Г. Шевченку, споруджений до 150-річчя від дня його народження.  
За кошти сільської ради проведено ремонтні роботи та підведено опалення до дільничної лікарні. У селі працює фольклорний колектив «Калина», удостоєний у 1982 році звання «народний». Самодіяльні колективи є також у дільничній лікарні, дошкільному навчальному закладі «Барвінок». Самодіяльний колектив ВАТ «Русь» у 2005 році удостоєний звання «народний».
Функціонує музична школа, яку відвідують діти віком від 5 років не лише місцевих жителів, а й навколишніх сіл. Районний будинок дитячої та юнацької творчості, школяра має великий вибір гуртків, де займаються понад 400 дітей, у школі також діють різні гуртки та факультативи.
21 вересня 2013 року у с. Гельмязові відзначали 400-річчя від дати першої письмової згадки про село.

## Населення

### Мова
Розподіл населення за рідною мовою за даними перепису 2001 року:
| Мова            | Кількість | Відсоток |
| --------------- | --------- | -------- |
| українська      | 4955      | 95.82%   |
| російська       | 146       | 2.82%    |
| ромська         | 36        | 0.70%    |
| вірменська      | 20        | 0.39%    |
| румунська       | 6         | 0.12%    |
| білоруська      | 2         | 0.04%    |
| гагаузька       | 1         | 0.02%    |
| інші/не вказали | 5         | 0.09%    |
| Усього          | 5171      | 100%     |

## Люди
В селі народилися або проживали:
- Андрієнко Микола Карпович (1925—2003) — повний кавалер ордена Слави;
- Васянович Вячеслав Іванович (1938—2017) — український живописець і плакатист.
- Кирдода Семен Єгорович (1900—1988) — український радянський аграрій, політичний діяч.
- Кірдода Валерій Миколайович (нар. 1961) — український дипломат.
- Кірдода Ніна Семенівна (1925—2023) — радянська, українська та російська діячка космічної галузі, інженер-конструктор.
- Кулик Микола Сергійович (нар. 1952) — український науковець у галузі авіаційних двигунів, доктор технічних наук.
- Лизогуб Юхим Якович (1650-і — 1704) — український військовий та політичний діяч, полковник чернігівський (1698—1704)
- Лизогуб Яків Кіндратович (? — 1698) — український військовий і політичний діяч, полковник канівський (1666—1669), чернігівський (1687—1698)
- Лизогуб Яків Юхимович (1675 — 1749) — військовий і політичний діяч, з старшинного роду Лизогубів, відомого з часів Хмельниччини;
- Лівицька-Холодна Наталя Андріївна — українська поетеса, дочка А. М. Лівицького, президента УНР в екзилі;
- Мереза Євген Микитович — художник, заслужений діяч мистецтв Молдавії;
- Півень Дмитро Степанович — Герой Соціалістичної Праці;
- Слюсаревський Микола Миколайович — член-кореспондент НАПН України, кандидат психологічних наук, директор Інституту соціальної та політичної психології;
- Тищенко Михайло Петрович — співак (тенор), народний артист України (2019).
- Чорний Ілля Григорович (1913—1989) — Герой Радянського Союзу;
- Усатенко Жанна Василівна (1940) — заслужений лікар України.